# Sakka (manga)
Pour les articles homonymes, voir Sakka.
 (mars 2017).
Sakka est une collection de l'éditeur Casterman spécialisée dans la publication de mangas destinés à un public adulte, ou mangas d'auteur. Le nom même de Sakka signifie « auteur » (作家) en japonais.

## Histoire
Sakka est créée par Casterman en septembre 2004. Frédéric Boilet, qui dirige la collection entre 2004 et 2008, souhaite « valoriser les auteurs en assurant le respect de l'œuvre originale ». Depuis 2013, la collection est dirigée par Wladimir Labaere.
Les premiers titres publiés dans cette collection auront été Kaikisen, retour vers la mer de Satoshi Kon, Un été andalou et autres aubergines de Iô Kuroda, Blue de Kiriko Nananan et Kinderbook de Kan Takahama.
En juillet 2020, Casterman rallie la campagne #WeLoveManga. Initiée par la plateforme Mangas.io, elle remet en cause la pratique populaire et bénévole du scantrad,,. Comme ces traductions sont disponibles gratuitement sur internet, elles sont considérées juridiquement comme du piratage. Cette campagne se voulant bienveillante, le hashtag sera d'ailleurs en top tendance Twitter pour la journée du 16 juillet 2020. 

## Publications
Mise à jour : juin 2015.
|  | Manga dont la commercialisation a été arrêtée. |